# Острово (Московская область)
Острово — деревня в Орехово-Зуевском муниципальном районе Московской области. Входит в состав сельского поселения Горское. Население — 38 чел. (2010).

## География
Деревня Острово расположена в северной части Орехово-Зуевского района, примерно в 13 км к юго-западу от города Орехово-Зуево. Высота над уровнем моря 130 м. В деревне 1 улица — Слободка. Ближайший населённый пункт — деревня Коровино.

## История
В 1926 году деревня являлась центром Коровино-Островского сельсовета Теренинской волости Орехово-Зуевского уезда Московской губернии.
С 1929 года — населённый пункт в составе Орехово-Зуевского района Орехово-Зуевского округа Московской области, с 1930-го, в связи с упразднением округа, — в составе Орехово-Зуевского района Московской области.
До муниципальной реформы 2006 года Острово входило в состав Горского сельского округа Орехово-Зуевского района.

## Население
В 1926 году в деревне проживало 278 человек (124 мужчины, 154 женщины), насчитывалось 53 хозяйства, из которых 46 было крестьянских. По переписи 2002 года — 32 человека (11 мужчин, 21 женщина).
| 1926 | 2002 | 2006 | 2010 |
| ---- | ---- | ---- | ---- |
| 278  | ↘32  | ↘29  | ↗38  |